# Bombardeo de Argel (1783)
El bombardeo de Argel en agosto de 1783 fue un intento fallido por parte de la Armada Española de poner fin a la actividad corsaria argelina contra el comercio español. Una flota hispana de 70 naves bajo las órdenes del almirante Antonio Barceló bombardeó la ciudad en ocho ocasiones entre los días 1 y 8 de agosto, pero no consiguió mermar el poder militar argelino. Tanto españoles como argelinos combatieron sin demasiada determinación hasta que Barceló, excusándose en las desfavorables condiciones meteorológicas, decidió retirarse. Su expedición fue juzgada como un fracaso en la corte de Madrid, siendo descrita como "un festival de fuegos artificiales demasiado costoso y largo para lo poco que entretuvo a los moros y cómo fue utilizado por quien lo suministró".

## Antecedentes

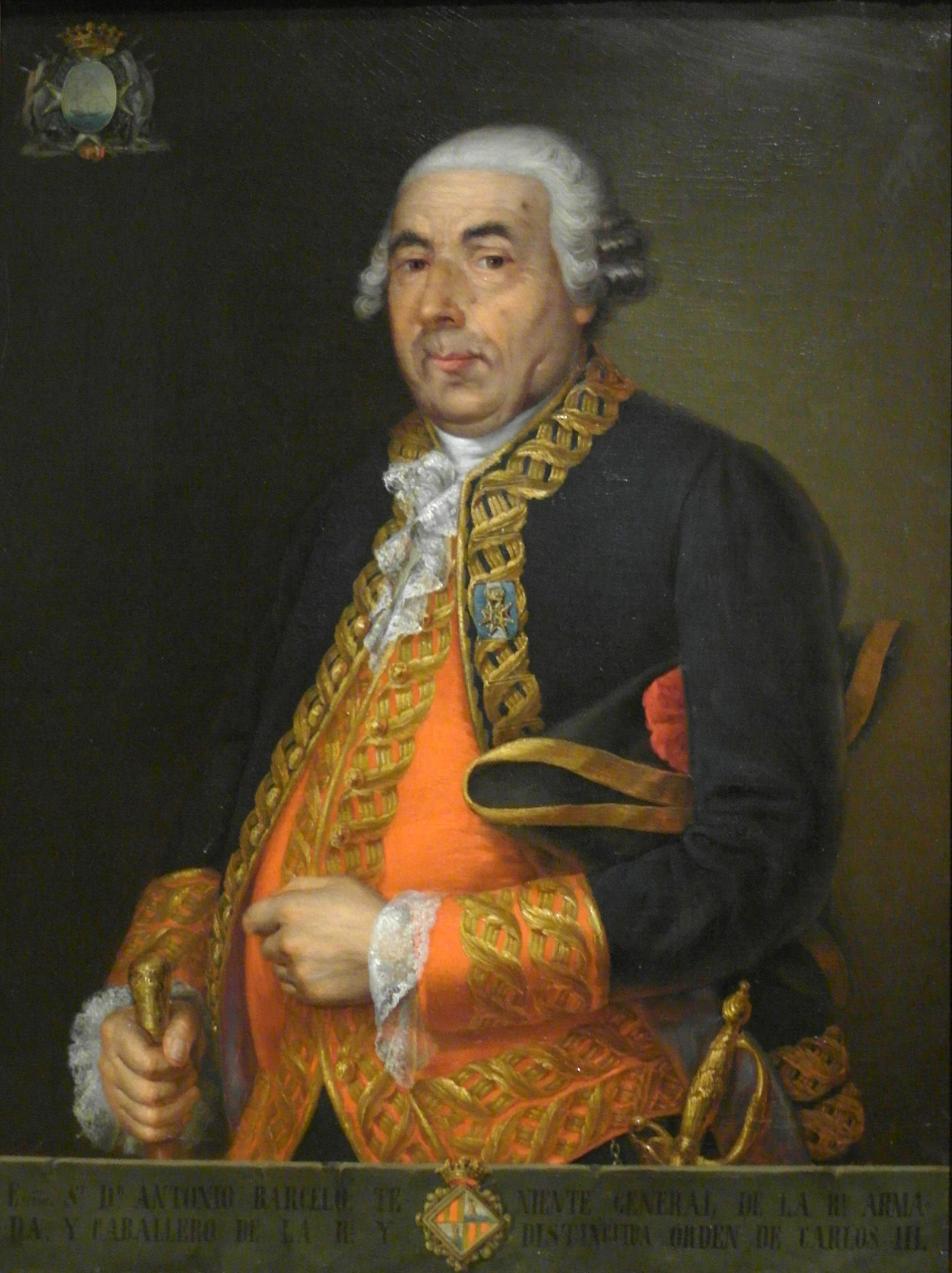
Retrato de Antonio Barceló. Copia de 1848 de un original dieciochesco que se exponía en el Ayuntamiento de Palma de Mallorca.

El corso berberisco contra buques españoles se había incrementado después de la desastrosa expedición contra Argel de 1775, de modo que España trató de llegar a un acuerdo de paz directamente con el Imperio otomano con el objetivo de asegurar su tráfico mercantil a lo largo del mar Mediterráneo. Juan Bouligny fue enviado a Constantinopla en 1782 y logró arrancar la firma de un tratado de amistad y comercio con el sultán Abd-ul-Hamid I. La Regencia de Argel, sin embargo, se negó a acatar el tratado. El dey Muhammad V ben Othman, influido por algunos de sus oficiales, como el fasnachi, el tesorero, el focha, el Codgia de caballería y el Aga de infantería, optó por continuar la guerra ignorando las recomendaciones de sus oficiales navales. El secretario de Estado español, el Conde de Floridablanca, intentó sobornar al dey con oro para abrir las negociaciones de paz, pero no obtuvo ningún resultado.
El rey Carlos III, sintiendo el orgullo nacional de su país ofendido por los argelinos, decidió castigarlos con un bombardeo naval sobre su base de operaciones, con el almirante Antonio Barceló como el hombre designado para dirigir la expedición. A pesar de que era, con mucho, el oficial naval más capaz y uno de los pocos que habían ascendido por méritos de guerra, el nombramiento de Barceló fue recibido con frialdad en la corte y el estamento militar. El almirante era viejo, analfabeto y de extracción humilde, lo que, junto a sus victorias en el mar, le granjeó la envidia de la alta oficialidad española.

## El bombardeo
Barceló zarpó de Cartagena el 2 de julio al frente de 4 navíos de línea, 4 fragatas y otros 68 barcos de menor tamaño, entre ellos cañoneros y bombardas. Para enfrentar esta amenaza, los argelinos disponían de no más de 2 semigaleras de cinco cañones cada una, una faluca de seis, dos jabeques de cuatro y seis cañoneros armados con cañones de 12 y 24 libras a bordo. El 29 de julio la flota española de presentaba frente al puerto, y dos días después Barceló formaba su línea de batalla y hacía comunicar las disposiciones necesarias para el ataque. Las bombardas y los cañoneros formaron en vanguardia, con el grueso de la flota siendo cubierto por los navíos de línea y las fragatas.

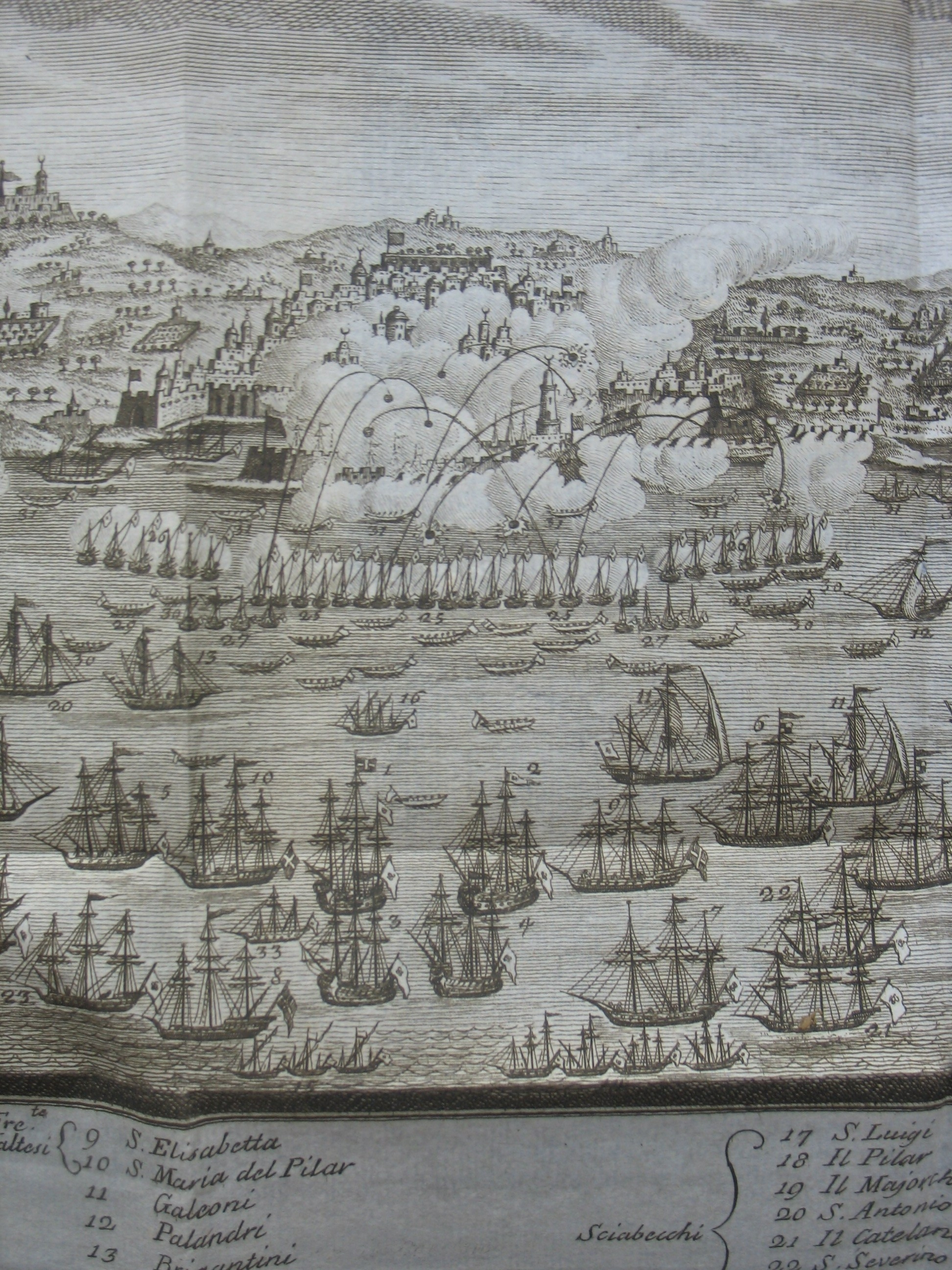
Vista del bombardeo, en el extracto de un grabado.

El cañoneo dio comienzo a las dos y media de la tarde, y fue continuado sin interrupción hasta el atardecer. El mismo horario de ataque se repitió en los días sucesivos hasta el 9 de agosto, cuando un consejo de guerra se reunió y acordó el inmediato regreso a España. En el transcurso de estos ataques fueron disparados por los atacantes 3732 obuses y 3833 bolas de cañón, a lo que los defensores respondieron con 399 obuses y 11 284 bolas. Este desmedido gasto de municiones no produjo el efecto deseado, y aunque fueron declarados varios incendios en la ciudad, todos fueron rápidamente sofocados.
Siguiendo el ejemplo del sitio de Gibraltar, la guarnición de Argel hizo uso de proyectiles al rojo vivo, pero no tuvo un efecto similar. Los argelinos  hicieron varias salidas audaces con sus bajeles ligeros, pero fueron rechazados constantemente por la superioridad de fuego enemiga. Mientras el Dey se refugiaba en la ciudadela, el peso de la defensa recaía sobre una improvisada milicia compuesta en su mayoría por adolescentes. 25 cañones pesados argelinos comprados en Dinamarca estallaron durante la batalla a causa de su mal uso o malas condiciones, y 562 edificios fueron destruidos o dañados por los cañonazos españoles, una cifra insignificante dado que Argel constaba de en torno a 5000 construcciones y toda la ciudad estuvo expuesta al bombardeo. Los defensores perdieron únicamente un cañonero, aunque se ignora la cantidad de bajas humanas, mientras que las pérdidas españolas fueron mínimas, con 26 muertos y 14 heridos.

## Consecuencias
De acuerdo a la versión oficial publicada por el Gobierno español, la retirada se debió al mal tiempo, una excusa poco creíble dado que las condiciones climáticas en el Mediterráneo son favorables a la navegación durante el verano. Entre las medidas que se pusieron en práctica para presentar el ataque como un éxito, las más significativas fueron las numerosas promociones entre los marinos participantes. La 'victoria' española fue cantada en muchos poemas, la mayor parte de ellos exagerados y de mal gusto, ya que realmente no se había logrado nada. De hecho, dos meses más tarde cinco naves corsarias apresaban dos mercantes españoles cerca de Palamós en un claro gesto de desafío, de modo que se preparó una nueva expedición de castigo contra Argel, mucho más grande.